# جمعية كشافة سيراليون
جمعية كشافة سيراليون هي المنظمة الكشفية الوطنية في سيراليون، تأسست في عام 1909، وأصبحت عضوا في المنظمة العالمية للحركة الكشفية في عام 1964. وشارك الجمعية في العديد من الأنشطة التعليمية وتضم جمعية كشافة سيراليون حوالي 11749 عضو اعتبارا من عام 2011.
في عام 1971، حصل على جائزة اميل واو لوقا على وسام الذئب البرونزي، للتمييز الوحيد للمنظمة العالمية للحركة الكشفية، التي تمنحها اللجنة الكشفية العالمية للخدمات الاستثنائية لالكشافة العالم.
كانت جمعية كشافة سيراليون مضيف لمؤتمر زونال غرب أفريقيا الثالث ومعسكر الشباب. شارك 75 كشاف من 9 دول غرب أفريقيا.
وخفضت الاضطرابات العسكري الأخير أنشطة الكشافة والاتصالات.

## روابط خارجية
- جمعية كشافة سيراليون[وصلة مكسورة]